# Gudrun Schnirch
Gudrun Schnirch (* 13. September 1945 in Binz) ist eine deutsche Politikerin (CDU). Sie war von 1998 bis 2002 Mitglied im Landtag Sachsen-Anhalt.

## Ausbildung und Leben
Gudrun Schnirch legte 1964 das Abitur ab und beendete 1969 das Studium als Dipl.-Ing. für Verfahrenstechnik (TH). 1969 bis 1975 war sie wissenschaftliche Mitarbeiterin an der Ingenieurhochschule Köthen und 1975 bis 1980 an der Berufsschule Dessau. Ab 1990 war sie mitarbeitende Ehefrau in der Kinderarztpraxis des Ehemannes.
Gudrun Schnirch ist evangelisch, verheiratet und hat drei Kinder.

## Politik
Gudrun Schnirch trat 1994 in die CDU ein und war Mitglied im Kreisvorstand Dessau.
Bei der Landtagswahl in Sachsen-Anhalt 1998 wurde sie über die Landesliste in den Landtag gewählt. Im Landtag war sie Mitglied in der Enquetekommission "Zukunftsfähiges Sachsen-Anhalt". Am 1. Februar 2002 schied sie aus dem Landtag aus und Hans-Martin Taesch rückte für sie in den Landtag nach.
Seit 1990 war sie Mitglied und Vorstand im Landeselternrat, 1990 bis 1998 Vorsitzende des Stadtelternrates, und seit 1993 Mitglied im Ausschuss zur Einführung des Religionsunterrichts des Kultusministeriums.